# Cteipolia aerophila
Cteipolia aerophila là một loài bướm đêm trong họ Noctuidae.